# Acropora cervicornis
Acropora cervicornis és una espècie d'antozou de l'ordre Scleractinia, una de les aproximadament 160 espècies conegudes de corall de banya de cérvol. És una de les 10 espècies més amenaçades pel canvi climàtic.
Viu en colònies coral·lines des de 0 a 30 m de fondària. El límit superior el defineix la força de les onades i el límt inferior pels sediments en suspensió i la disponibilitat de llum.

## Morfologia
És un corall amb branques cilíndriques que fan de pocs centímetres a dos metres de llargada.

## Distribució
Es troba als Keys de Florida, les Bahames i les Illes del Carib. Es troba a l'oest del Golf de Mèxic però és absent a les costes dels Estats Units del Golf de Mèxic i tampoc n'hi ha a les illes Bermudes ni a les costes occidentals de Sud-amèrica.

## Problemàtica

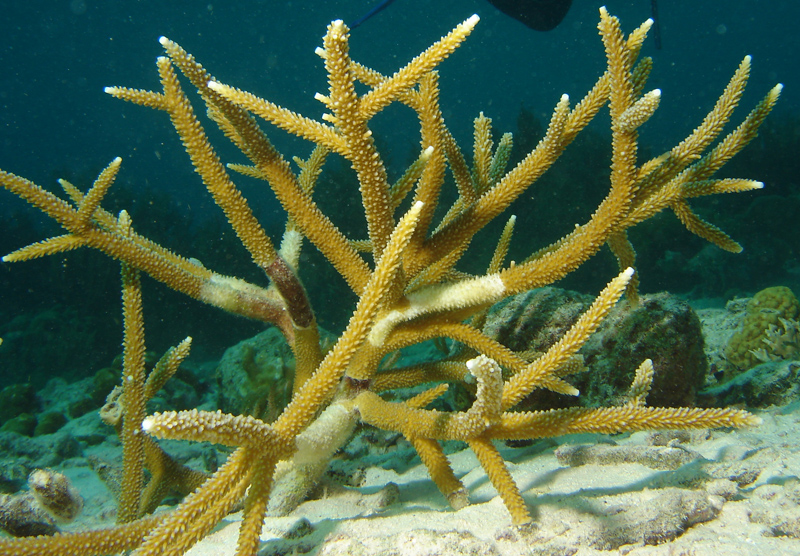
Acropora cervicornis, Bonaire, 2007. Noteu que les "tiges" reaccionen a una malaltia.

La forma de reproducció d'aquest coral és asexual amb noves colònies que es formen quan una branca trencada es fixa en un substrat, cosa que permet una ràpida recuperació després d'una tempesta però molt difícilment es recupera de malalties o l'emblanquiment dels coralls.
La reproducció sexual es fa un cop l'any als mesos d'agost o setembre, es deixen anar milions de gàmetes]. Les larves de corall viuen com plàncton uns dies fins a trobar un lloc on fixar-se. Però poques larves de corall tenen èxit i hi predomina la reproducció asexual amb baixa diversitat genètica.
Des de 1980, les poblacions d'aquest corall s'han col·lapsat per malalties, increment de la depredació, enblanquiment i altres factors.